# Парменачки мајдани камена
Парменачки мајдани камена налазе се у у атару села Парменац крај Чачка. У прошлости, парменачки пешчар експлоатисан је из неколико мајдана. Уз Петровића мајдана вађен је сивкасти камен кога одликују знатна тврдоћа, отпорност према влази и дуготрајност. Сличне особине има и жућкасти камен из Перишића мајдана, док је сивкасти из Полушког мајдана нешто мекши.

## Употреба
Ручно вађен парменачки пешчар употребљаван је за различите грађевинске намене и израду надгробних споменика расутих по селима од Међувршја до Атенице и од Рожаца до Прељине. Користили су га каменоресци Урош Петровић из Парменца, Павле Ранковић из Пријевора и Видосав Белопавловић из Петнице.